# ۱۲۵۶ (قمری)
۱۲۵۶ (قمری)، هزار و دویست و پنجاه و ششمین سال در گاهشماری هجری قمری است. اول محرم این سال برابر با پنجم مارس سال ۱۸۴۰ میلادی است.

## رویدادها
- تالیف تذکره یخچالیه، اثر میرزا محمد علی مذّهب اصفهانی متخلص به بهار (در سنین پیری: فرهنگ)

## وابسته
- ابوالحسن غفاری